# The Lost Chords find Paolo Fresu
The Lost Chords find Paolo Fresu is een muziekalbum van de Amerikaanse duizendpoot in de jazz Carla Bley. The Lost Chords is de naam van haar huidige (2007) band. De muziek bestaat uit rustige jazz, voor ensemble; echter de composities klinken alsof ze door een minibigband worden gespeeld. Het album is opgenomen in twee dagen 19 en 20 augustus 2007 (gemixt in drie dagen 19-21) in de Studios La Buissonne te Pernes-les-Fontaines.

## Musici
- Carla Bley – piano;
- Steve Swallow – basgitaar;
- Paolo Fresu – trompet, flugelhoorn;
- Andy Sheppard – sopraansaxofoon en tenorsaxofoon
- Billy Drummond – drums.

## Composities
1. The Banana Quintet
  1. One Banana
  2. Two Banana
  3. Three Banana
  4. Four
  5. Five Banana
  6. One Banana More
2. Liver of life
3. Death of Superman/ Dream Sequence #1-Flying
4. Ad Infinitum

Alle composities van Carla Bley.
De titel slaat op het feit dat The Lost Chords met Fresu wilde samenspelen; daartoe hebben ze de halve wereld Fresu gevolgd op zijn rommelige tournee, pas in Rome vonden ze hem. De compositie The Banana Quintet is een parodie op Franz Schubert’s Forellenkwintet.